# Sunset, Texas
Sunset là một nơi ấn định cho điều tra dân số (CDP) thuộc quận Montague, tiểu bang Texas, Hoa Kỳ. Năm 2010, dân số của nơi này là 497 người.

## Dân số
- Dân số năm 2000: 339 người.
- Dân số năm 2010: 497 người.